# Úrsula Goyzueta
Úrsula Goyzueta (La Paz, 20 d'octubre de 1787 - 1854) va ser una patriota mestissa boliviana que va destacar pel seu suport a la lluita per la Independència de Bolívia des del 16 de juliol de 1809. Al costat de les criolles Vicenta Juaristi Eguino i Simona Manzaneda «romanen en l'imaginari col·lectiu de La Paz com a símbol de la lluita contra l'opressió colonial».
Filla de Juan Baptista Goyzueta i de Nicolasa León Caricano, es va casar l'any 1811 amb el guerriller Eugenio Choquecallata. Amiga íntima de Vicenta, va destacar en la defensa del barri de Santa Bàrbara quan La Paz va ser presa el 22 de setembre de 1814. Acusada de complicitat per l'enfrontament contra les tropes reialistes de 1814, Goyzueta va ser capturada el 21 de novembre de 1816 i condemnada pel consell de guerra a una pena pecuniària de quatre mil pesos i a una «pena d'infàmia»: va ser humiliada públicament sent obligada a passejar nua amarrada a un ruc.